# جزيرة نخل (ميدي)

تعديل مصدري - تعديل

جزيرة نخل هي إحدى جزر مديرية ميدي التابعة لمحافظة حجة.